# Amper
Amper – jednostka natężenia prądu elektrycznego (nazywane też po prostu prądem elektrycznym). Jest jednostką podstawową w układzie SI i układzie MKSA oznaczaną w obu układach symbolem A.
Nazwa amper pochodzi od nazwiska francuskiego fizyka André Marie Ampère’a.

## Aktualnie obowiązująca definicja
Podczas 26. Generalnej Konferencji Miar przyjęto rezolucję dotyczącą m.in. redefinicji ampera. Nowa definicja brzmi następująco:
Amper, oznaczenie A, jest to jednostka SI prądu elektrycznego. Jest ona zdefiniowana poprzez przyjęcie ustalonej wartości liczbowej ładunku elementarnego e, wynoszącej 1,602 176 634×10−19, wyrażonej w jednostce C, która jest równa A⋅s, gdzie sekunda zdefiniowana jest za pomocą ΔνCs.
W układzie miar CGS odpowiednikiem ampera jest biot (Bi).
1 biot = 10 amperów
Jeśli przepływający przez dany przekrój prąd ma natężenie 1 A, oznacza to, że w ciągu 1 s przepływa 1 C ładunku, czyli:
{\displaystyle \mathrm {1\,A={\frac {1\,C}{1\,s}}} }
Przykłady powiązań ampera, wynikających z praw lub definicji, z innymi jednostkami – V, Ω, W, F, J, C, s:
{\displaystyle \mathrm {1\,A={\frac {1\,V}{1\,\Omega }}} =\mathrm {\frac {1\,W}{1\,V}} =\mathrm {\frac {1\,F\cdot 1\,V}{1\,s}} =\mathrm {\frac {1\,J}{1\,C\cdot 1\,\Omega }} =\mathrm {\sqrt {\frac {1\,W}{1\,\Omega }}} }

## Poprzednia definicja
„1 amper to niezmieniający się prąd elektryczny, który płynąc w dwóch równoległych, prostoliniowych, nieskończenie długich przewodach o znikomo małym przekroju kołowym, umieszczonych w próżni w odległości 1 m od siebie, spowodowałby wzajemne oddziaływanie przewodów na siebie z siłą równą 2×10−7 N na każdy metr długości przewodu”
Do definicyjnego wyznaczenia jednostki służyła waga prądowa. Dokładnością ustępuje ona jednak kalibratorom prądu i w praktyce była przez nie wyparta.

## Przedrostki SI
Wielokrotności i podwielokrotności ampera (wyróżniono najczęściej używane):
| Wielokrotności | Wielokrotności | Wielokrotności |         | Podwielokrotności | Podwielokrotności | Podwielokrotności |
| Mnożnik        | Nazwa          | Symbol         | Mnożnik | Nazwa             | Symbol            |                   |
| -------------- | -------------- | -------------- | ------- | ----------------- | ----------------- | ----------------- |
| 101            | dekaamper      | daA            | 10−1    | decyamper         | dA                |                   |
| 102            | hektoamper     | hA             | 10−2    | centyamper        | cA                |                   |
| 103            | kiloamper      | kA             | 10−3    | miliamper         | mA                |                   |
| 106            | megaamper      | MA             | 10−6    | mikroamper        | µA                |                   |
| 109            | gigaamper      | GA             | 10−9    | nanoamper         | nA                |                   |
| 1012           | teraamper      | TA             | 10−12   | pikoamper         | pA                |                   |
| 1015           | petaamper      | PA             | 10−15   | femtoamper        | fA                |                   |
| 1018           | eksaamper      | EA             | 10−18   | attoamper         | aA                |                   |
| 1021           | zettaamper     | ZA             | 10−21   | zeptoamper        | zA                |                   |
| 1024           | jottaamper     | YA             | 10−24   | joktoamper        | yA                |                   |